# Glenn Schiller
Glenn Schiller (* 27. März 1960) ist ein ehemaliger schwedischer Fußballspieler. Der Abwehrspieler, dessen Bruder Dennis Schiller ebenfalls als Fußballspieler aktiv war, gehörte zur Mannschaft des IFK Göteborg, die den UEFA-Pokal 1981/82 gewann.

## Werdegang
Schiller debütierte 1979 für die Wettkampfmannschaft des IFK Göteborg, die am Saisonende Vizemeister hinter Halmstads BK wurde. Im selben Jahr zog er an der Seite von Olle Nordin, Ralf Edström und Torbjörn Nilsson ins Pokalendspiel ein, in dem der Ligakonkurrent Åtvidabergs FF mit einem 6:1-Endspielsieg geradezu deklassiert wurde. In den folgenden Jahren kam er zwar regelmäßig zu Spielzeit, stand aber als Ergänzungsspieler im Schatten der Abwehrreihe um Glenn Hysén und Conny Karlsson. In der Spielzeit 1982 gehörte er dennoch zu den herausragenden Protagonisten, als er mit 21 Einsätzen in der regulären Spielzeit nach den Erfolgen in der Meisterschaftsendrunde als Meisterspieler ausgezeichnet wurde und erneut das Pokalfinale gewann. Mit dem von ökonomischen Problemen geplagten IFK Göteborg war er zudem auch außerhalb Schwedens erfolgreich. Mit der Mannschaft um Torhüter Thomas Wernersson, Ruben Svensson und Glenn Strömberg zog er nach Siegen über Valkeakosken Haka, den SK Sturm Graz, Dinamo Bukarest, den FC Valencia und den 1. FC Kaiserslautern ins Endspiel ein. Gegen den favorisierten Hamburger SV entschied ein spätes Tor von Tord Holmgren das Hinspiel mit einem 1:0-Heimerfolg, Schiller war dabei als Einwechselspieler in der zweiten Halbzeit aufgelaufen. Auch im Rückspiel war er zunächst als Ersatzmann vorgesehen. Kurz vor Anpfiff ging er auf die Toilette und wurde schließlich in der Kabine eingeschlossen. Als sich Glenn Hysén nach wenigen Minuten verletzte, wollte Trainer Sven-Göran Eriksson ihn durch Schiller ersetzen. Gerade aus der Kabine befreit, wurde dieser direkt eingewechselt und trug als Abwehrspieler zur Umsetzung der  Göteborger Taktik, die sie im Laufe der Europapokalsaison unschlagbar gemacht hatte – konsequentes Konterspiel aus einer sicheren Abwehrkette – bei, die nach Toren von Dan Corneliusson, Torbjörn Nilsson und Stig Fredriksson als Grundstein zu einem 3:0-Auswärtserfolg diente und somit zum ersten Europapokaltriumph einer schwedischen Mannschaft führte.
Waren nach den Erfolgen etliche Spieler und die Trainer Eriksson und dessen Nachfolger bis Ende 1982 Gunder Bengtsson von ausländischen Klubs abgeworben worden, rückte Schiller unter dem neuen Trainer Björn Westerberg in die Stammformation. Unter dessen Leitung gewann er bis 1984 dreimal in Folge den schwedischen Meistertitel. Unter Rückkehrer Gunder Bengtsson rückte er in der Spielzeit 1985 wieder ins zweite Glied, woraufhin er sich nach Ende der Spielzeit gemeinsam mit dem Mannschaftskameraden Stephan Kullberg dem Erstligaaufsteiger Djurgårdens IF anschloss. Dem direkten Wiederabstieg folgte der sofortige Aufstieg in die Allsvenskan. Mit ihm als Stammspieler setzte sich der Klub in den folgenden Jahren in der ersten Tabellenhälfte fest. 1990 gewann er auch mit DIF einen Titel, im Pokalendspiel gewann die von Lennart Wass trainierte Mannschaft um Jens Fjellström, Anders Almgren und Mikael Martinsson gegen BK Häcken. Im Vorjahr noch in der Meisterschaftsendrunde vertreten, reichte es in der Spielzeit 1992 nur zu einem Relegationsplatz. Trotz eines 3:1-Hinspielerfolges für den Stockholmer Klub gegen Degerfors IF in den Relegationsspielen setzte sich der Konkurrent nach Toren von Ulf Ottosson und Henrik Berger mit einem 2:0-Rückspielsieg durch. Anschließend beendete Schiller seine Profikarriere, später war er als Spieleragent weiterhin in der Fußballbranche aktiv.